# MC Gilles
 (décembre 2020).
Dave-Éric Ouellet (né le 11 mai 1973 à Québec), aussi connu sous le pseudonyme MC Gilles, est un animateur de radio québécois ainsi qu'un chroniqueur à la télévision. Il anime depuis plusieurs années l'émission Va chercher le fusil ! sur les ondes de CISM 89,3 FM, la radio de l'Université de Montréal, et est devenu, avec le temps et à la suite de différentes apparitions dans plusieurs médias québécois, la vitrine de la station.

## Biographie
Né à Québec à l'hôpital Saint-Sacrement, il a passé une partie de sa jeunesse à Saint-Pierre-de-Lamy dans le Témiscouata, Dave Ouellet a grandi en ville, à Québec, mais il a développé un fort attachement à ses racines rurales en passant les fins de semaines et les étés de son enfance à la ferme de son grand-père, dans le Bas-du-Fleuve. Selon son compte Twitter, il habiterait en ce moment Sainte-Anne-de-la-Pérade en Mauricie.
Ouellet fait ses débuts dans le monde médiatique grâce à l'animation de l'émission Va chercher le fusil!, à CISM (station dont il fut le directeur général), émission qu'il anime d'ailleurs toujours sur une base hebdomadaire (2014). Le mandat de l'émission, aujourd'hui aussi diffusée sur les ondes de CHYZ-FM (Québec), de CFAK 88,3 FM de l'Université de Sherbrooke, de REEL (Gatineau) et de FMR (Toulouse, France), colle parfaitement avec la personnalité publique de MC Gilles : faire écouter au public une sélection musicale particulièrement démodée ou dont la qualité laisse à désirer, et dont la source est la « poubelle » du comité musical de la station ou encore sa propre collection de vieux microsillons. Au cours du jeu de ces pièces s'ajoutent habituellement une série de commentaires banals prononcés par l'animateur, ce qui parfait la nature et l'originalité de l'émission, qui est l'une des plus connues et prisées de la part de l'auditoire de CISM. Parmi les genres musicaux exploités se retrouvent souvent la « country de sous-sol » et des pièces tirées de disques au contenu parlé, aux côtés de tout autre morceau dont les mérites sont douteux. Le caractère de l'émission nous rappelle d'ailleurs celui de l'ancienne émission Dolloraclip, qui était animé par Louis-José Houde à MusiquePlus, et dont la mission était de proposer au téléspectateur les clips les plus inesthétiques et mal conçus de la vidéothèque de la chaîne de télévision.
Dave Ouellet a également été, pendant trois ans, directeur de la station CHYZ-FM de l'Université Laval, à Québec et durant cinq ans, directeur de la station CISM FM de l'Université de Montréal. Son meilleur fait d'armes fut de battre Radio-Canada, Radio-Basse-Ville et CKOI FM devant le CRTC afin de conserver la fréquence 94,3 FM de la station CHYZ et assurer ainsi sa survie. Il pilotera par la suite plusieurs autres dossiers à titre de consultant devant Industrie Canada et le CRTC.
Il a également géré le Marché aux puces de Sainte-Foy ce qui lui aurait donné la piqûre pour les vieux disques.
Vers le milieu des années 2000, MC Gilles s'inscrit officiellement dans l'équipe de l'émission de télévision Infoman, aux côtés de Jean-René Dufort et de Chantal Lamarre, présentée chaque semaine à Radio-Canada. Ses chroniques, le plus souvent introduites lorsqu'accoté ou assis sur sa vieille Lada Niva rouge terni avec Jean-René Dufort, dépeignent différents événements à faible envergure médiatique, qu'il considère pathétiques (rejoignant à nouveau l'essence de son type d'humour). Ainsi, Dave se voit fréquemment le seul « journaliste » à couvrir ceux-ci (la première canadienne du film L'Âge des ténèbres de Denys Arcand, présentée dans un petit cinéma d'une banlieue (Grande Prairie) d'Alberta, est un bon exemple puisque paradoxalement, la salle ne comptait que MC Gilles et deux Albertaines alors qu'Arcand est détenteur d'un Oscar pour le second film de cette « trilogie noire »).
À ces collaborations majeures dans la carrière de MC Gilles s'ajoutent d'autres participations dans quelques médias québécois, dont une kyrielle de chroniques sporadiques sur divers sujets dans le quotidien La Presse en tant que « collaborateur spécial » et une implication dans les émissions Mes 15 minutes, L'Gros Show et Tévé Tourista à MusiquePlus. Il est également à noter que, comme MC, MC Gilles offre des services d'animation privée qu'il nomme généralement « les soirées Trash ». Il est aussi collaborateur au 98,5 FM, à l'émission matinale Puisqu’il faut se lever animé par Paul Arcand, fournissant aux auditeurs un décompte hebdomadaire de chansons du terroir.
Il a animé l'émission Boutique McGilles sur les ondes de V et animera Paparagilles sur les ondes de ARTV.
En 2013, il a participé aux festivités du dixième anniversaire des soirées Total Crap, aux côtés du chanteur Normand L'Amour.
Il participe également à l'émission C'est juste de la TV à titre de panéliste.
Il devient l'un des fous du roi de l'émission québécoise Tout le monde en parle à partir de l'émission du 17 avril 2022.
En novembre 2024, il procède à l'annonce de sa candidature à la Mairie de Québec pour les élections municipales de 2025. Il fonde le parti PaparaQuébec en faisant référence à son émission Paparagilles.
En 2025, il est annoncé que MC Gilles animera une nouvelle émission de radio intitulée Gensses d'influence sur les ondes de Radio-Canada.

## Personne
Physiquement, MC Gilles est reconnu publiquement pour son apparence country, de par sa moustache et son chapeau de cow-boy, nous rappelant à nouveau son penchant satirique pour ce genre musical. Satirique peut-être, mais parfois son amour pour cette musique est dotée d'une touche de sincérité, puisque l'artiste affirme être profondément touché par certaines pièces country qu'il fait jouer à Va chercher le fusil ! et être capable d'en déceler les émotions. Il est d'ailleurs reconnu pour performer Man! I Feel Like a Woman! au festival western de Saint-Tite. Il est un des pionniers de la danse en ligne au Québec. 
Son type d'humour, souvent au cœur de ses émissions et de ses différentes chroniques, se situe le plus souvent autour de la satire d'éléments banals. Prenant comme victimes des pièces musicales ou des événements souvent à faible budget (ce qui influe directement la qualité relative de ceux-ci) qui n'ont initialement rien de drôle, MC Gilles leur accorde une importance exagérée qui les tourne à coup sûr vers le ridicule et qui met en relief une certaine tristesse. Dave possède aussi un aphorisme, « Oh que oui ! » ou « Oh, oui monsieur ! », prononcé de façon légèrement country, qui au cours des années est en quelque sorte devenu sa marque de commerce.
Titulaire d'un baccalauréat en Sciences Politiques, Dave Ouellet indique avoir comme mandat personnel l'épanouissement de la vague de « musique émergente indépendante » au Québec. Concrètement, cet engagement se matérialise par de l'aide apporté à plusieurs stations de radio étudiante, tant comme stratège que comme personnalité publique, afin d'éviter l'éventuelle convergence médiatique vers un monopole des grands réseaux québécois de radio.